# Centrale idroelettrica di Devero
La centrale idroelettrica di Devero è situata nella piana dell'Alpe Devero, nel comune di Baceno, nella provincia del Verbano-Cusio-Ossola.

## Caratteristiche
L'impianto, entrato in servizio nel 1947, utilizza le acque immagazzinate nel lago di Devero (quota 1.850 m s.l.m. circa), all'interno del Parco Naturale dell'Alpe Veglia e dell'Alpe Devero.
I macchinari consistono in un gruppo turbina/alternatore, con turbina Francis ad asse verticale.